# 清水安三
清水 安三（しみず やすぞう、1891年6月1日 - 1988年1月17日）は、日本の教育者・牧師。北京に崇貞学園を設立・経営。戦後に妻郁子とともに桜美林学園を創立。桜美林学園第3代理事長。

## 略歴
1891年、滋賀県高島郡新儀村北畑（現在の高島市）に豪農の子として生まれたが、５歳で父を亡くす。

1905年、滋賀県立第二中学校（08年膳所中学校と改称）に入学。英語講師で宣教師のウィリアム・メレル・ヴォーリズからキリスト教の感化を受け、1908年に受洗。

1910年、同志社神学校に進学。同志社在学中、宣教師ホラース・ピットキン(en:Horace Tracy Pitkin)の殉教の話（義和団事件で死去）に感銘を受けた。卒業論文題名は「トルストイの内面生活」で、清水は「当時熱心なるトルストイアン」だったという。

1915年、同志社卒業とともに、大阪で新聞『基督教世界』を発行する基督教世界社に勤務。同年末、一年志願兵。鑑真や恩師ヴォーリズの生き方に影響を受け中国行きを決意。

1917年、中国伝道を目指していた日本組合基督教会の推薦を受け、原田助・海老名弾正らの支持を得て、日本人宣教師第1号として中国・大連へ渡り、奉天の瀋陽基督教会で布教活動を開始。

1918年、大連の教会にて横田美穂と結婚。1919年春、北京へ移り、五四運動を目撃。

1920年、中国北部の飢饉に際し、日本国内では、同年秋から救援運動が始まった。清水も翌21年からこの運動に取り組み、北京に設置された災童収容所長を務めた。

1921年、飢饉救援運動の後、妻・美穂とともに、北京のスラム街だった朝陽門外に貧困な中国人女子児童のための崇貞学校を設立。女子児童に読み書きとともに刺繍などを教え、女性自身の仕事を通じての自立をめざした。

清水にはジャーナリスト的な面があり、「周三人」という記事で、周樹人（魯迅）、周作人、周建人の兄弟を紹介するなど、中国事情の日本への紹介に努める。

1923年4月、実業家の大原孫三郎が中国視察旅行で北京を訪れたとき、清水はその案内役を務めた。これが縁で、清水夫妻は大原から経済的援助を受け、アメリカに留学。23年11月、安三は按手礼を受けて正式の牧師となる。

1924年8月、夫妻はアメリカへ。安三は秋にオーバリン大学 Oberlin Collegeに入学した。26年5月、同大学を卒業。（戦後に清水は桜美林学園を設立、その名称を桜美林とした。それは、Oberlin に由来する。）再び北京に戻り、学校経営に励む。

1927年、日本に戻り、『基督教世界』の編集主任となり、同志社の講師を務め、崇貞女学校の資金を得ることに務めた。33年12月、美穂夫人が死去。

1935年、清水はオーバリン大学で知り合っていた小泉郁子と7月に結婚式を挙げ、以後、夫妻が中心となって崇貞学園の経営と運営に取り組む。日本国内にも広く寄付を求め、学校の規模を拡大し、中国人部のほかに日本人部も設置。日本人部には朝鮮人も少なくなかった。
日本の敗戦に伴い、国民党政権は崇貞学園の存続を認めず、1946年、清水夫妻は日本に帰国。中国政府により接収され夫妻の手を離れた崇貞学園はその後、北京市教育局によって北京市第四女子中学という公立学校となって引き継がれた。1976年に朝陽中学と改名、1991年には香港の起業家・陳経綸が多額の投資を行い、北京市陳経綸中学と名を変えて以降、現在も存続している。「中学」という学校名だが、現在は小学校から高校まで12年間の一貫教育を行っている。

1946年5月、桜美林学園（高等女学校、英文専攻科。東京・町田。初代理事長・賀川豊彦）の認可を受けた。その後、47年4月桜美林中学校、48年4月桜美林高校、50年桜美林短期大学を設立し、学長に就任（〜88年1月）。66年桜美林大学（文学部英語英米文学科、中国語中国文学科）を開設し、学長（〜85年12月）。建学の精神として、「キリスト教精神に基づく国際人の育成」を掲げた。第３代理事長。

1968年、アメリカのオーバリン大学より名誉博士号を授与される。

1975年、滋賀県新旭町（郷里）より名誉町民の称号を受ける。

1975年、同志社大学より名誉神学博士号を授与される。

1977年、善行金賞を受ける。

1979年、キリスト教功労者となる。

1985年、紺綬褒章受勲。

1988年1月17日、死去。

## 著書
- 『支那新人と黎明運動』大阪屋号書店 1924
- 『支那当代新人物』大阪屋号書店 1924
- 『支那の人々』鄰友社 1938
- 『姑娘の父母』改造社 1939
- 『朝陽門外』朝日新聞社 1939。(2021年、桜美林大学出版会から復刊、論創社発売)
- 『開拓者の精神』鄰友社 1940
- 『支那の心 続支那の人々』鄰友社 1941
- 『支那人の魂を掴む』創造社 1943
- 『希望を失わず:續朝陽門外』桜美林学園出版部 1951(2020年、桜美林大学出版会から復刊、論創社発売)
- 『桜美林物語』桜美林学園 1964
- 『中江藤樹』東出版 1967
- 『北京清譚 体験の中国』教育出版 1975
- 『起きろ石ころ』桜美林大学出版会、論創社発売 2024（本書は、1965年〜69年の『キリスト新聞』連載自伝の書籍化）

このほかに、清水畏三編『石ころの生涯 崇貞・桜美林物語』（キリスト新聞社 1977）がある。この本には、わかりやすさを旨として、底本の一部を縮約したところがある。
清水安三を取り上げた著作に、以下のものがある。
- 山崎朋子『朝陽門外の虹』岩波書店、2003年
- 李紅衛『清水安三と北京崇貞学園』不二出版、2009年
- 小林茂『東支那海を越えて　清水安三先生の前半生』2011年
- 太田哲男『清水安三と中国』花伝社、2011年

## 来歴・人物
清水は、陽明学者の中江藤樹と同郷で、幼少期より「将来は中江藤樹のような人になりたい」と言うなど中江に憧れていた。

膳所中学時代に教えを受けたヴォーリズは、建築家として知られるようになり、また、近江兄弟社を設立した。清水と近江兄弟社の間には、親密な関係が続いた。近江兄弟社の刊行した雑誌『湖畔の声』にも清水は（1910年代から時折「如石」の筆名で）寄稿していた。

1919年に北京に拠を移した清水は、中国情報を日本に発信した。1919年に五四運動を目撃し、その見聞を「排日の解剖」に描き、この記事を読んだ吉野作造との接点が生じた。吉野は、清水の最初の著書『支那新人と黎明運動』『支那当代新人物』（1924年）を評価し、「序」を寄せた。また、長谷川如是閑が主宰する『我等』にも、清水は論文を寄せた。

1920年秋、中国北部は飢饉に見舞われた。当時の首相・原敬の日記にも、この救援運動について渋沢栄一などと相談したことが記録されている。

1921年、学校経営を開始。学校のあり方については、ジョン・デューイやペスタロッチからも学んだという。（当時、デューイは北京大学で教えていて、清水はその講演を聞いていた。）
学校の経営資金として、大原孫三郎をはじめ、大阪の広告業者・高木定衛、神戸の実業家・田村新吉、森村財閥の森村市左衛門などからの寄付を受けた。また、清水自身も、『国民新聞』『読売新聞』などに中国情報を執筆し、『北京週報』にも多くの記事を書き、学校経営の資金にあてた。それらの記事の中には、蔣介石へのインタビュー記事などもあった。

1921年に日本を追放されたエロシェンコが、北京で周作人や魯迅と交流を持つようになったとき、清水も魯迅やエロシェンコと親交を結んだ。『魯迅日記』1923年の項には、清水の名前も出てくる。

1937年7月、盧溝橋事件が起こると、北京での戦闘を避けるための努力をした。

1938年、天橋愛隣館という救済院（慈善病院など）を作り、現地委員としてそのセツルメントに参加し、館長を務めた。
1939年、清水の『朝陽門外』が刊行された頃、崇貞学園での教育に関連し、清水が「北京の聖者」と紹介された。

1939年から40年にかけ、清水は渡米し、日系人を中心に崇貞学園への寄付金集めに奔走した。

1946年、帰国した日本で学校の開設を目指した。東京の町田に学校の土地を清水に紹介・斡旋したのは、賀川豊彦だった。
他方で清水は短歌にも造詣が深く、

1966年、桜美林大学を設立。このときのことを、「大学の設立こそは少（わか）き日の 新島襄に享（う）けし夢かも」と詠んだ。この歌は、大学構内の石碑に刻まれている。

1976年夏、桜美林高校野球部が甲子園大会に初出場・初優勝した際、「夢を見よ夢は必ずなるものぞ、嘘と思はば甲子園に聞け」と詠むなど、多くの唄を残している。

清水は生前、『石ころの生涯 崇貞・桜美林物語』で、自らを「石ころ」と称している。これは清水の中学生時代、親友たちと比べると自分はいつも劣等生だったからという。そのコンプレックスが清水の大きな悩みとなっていた。神学を専攻するようになった清水は、「神は同志社のキャンパスに転がっている石ころさえも新島襄となせる」というある牧師の言葉に深く感銘を受け、「神はこの石ころのような劣等生清水安三すらも、なお同志社の創立者新島襄となしうる」と考えるようになったと言う。清水の筆名「如石」には、そのような思いが込められているとのこと。

また、北京に貧困な中国人女子児童のために学校を作るなどの営為から、「学而事人」（自ら学んだことをもって、広く人に奉仕する）という学校のモットーが形成された。

## 家族
- 前妻・横田美穂 ‐ 崇貞学園初代校長。1918年に安三と結婚し、北京で夫ともに崇貞女学校を設立。三人の子どもをもうける。夫の日本帰国中も、校長として10年ほど北京で同校を切り盛りしたが、結核により38歳で死去。[29]
- 後妻・小泉郁子（清水郁子）『小泉郁子教育論集』全５冊（桜美林大学出版会、発売＝論創社）が2023年から刊行中。
- 二男・清水畏三（1927〜2022） ‐ 第3代学園長、第5代理事長[30][31]。北京で生まれ、北京日本中学校を経て旅順高等学校 (旧制)在学中に敗戦、日本人引き揚げ作業を手伝い、帰国後第一高等学校 (旧制。のちの東大）編入、卒業後、東大新聞研究所、共同通信社で記者を務め、1968年より桜美林学園勤務。著書に『列伝風ハーバード大学史(1636〜2007年) : 学長さんたちの成功と失敗』がある[32]。